# Секст Юлий Спарс
Секст Юлий Спарс (лат. Sextus Iulius Sparsus) — римский политический деятель второй половины I века.
Спарс, по всей видимости, происходил из провинции Тарраконская Испания из всаднического рода. О его родителях ничего неизвестно. Он был принят в состав сената, предположительно, в эпоху правления императора Веспасиана. В 88 году Спарс занимал должность консула-суффекта вместе с Отацилием Катулом. Возможно, его можно идентифицировать с Юлием Спарсом, другом Плиния Младшего, который присылал ему свои книги и Спарсом, упоминаемым в «Эпиграммах» Марциала.